# Chloromyia formosa
A Chloromyia formosa a rovarok (Insecta) osztályának a kétszárnyúak (Diptera) rendjéhez, ezen belül a légyalkatúak (Brachycera) alrendjéhez és a katonalegyek (Stratiomyidae) családjához tartozó faj.

## Elterjedése
A Chloromyia formosa egész Európában honos. Általánosan gyakori. Lárváit olykor nagyobb tömegben láthatjuk komposztrakásokon.

## Megjelenése
A Chloromyia formosa 7-10 milliméter hosszú. Teste zölden csillogó, fémfényű. Potroha lapított, széles, szárnya sárgásbarna, szemei szőrösek. A pajzsocskáján szuronyszerű nyúlványt visel.
|  |  |

## Életmódja
A Chloromyia formosa rétek, kertek és parkok lakója. A lárvák korhadó növényi anyagokkal táplálkoznak. Hozzájárulnak a humuszképződéshez, ezért a kertészek számára hasznot hajtanak. A legtöbb rokon faj lárvái kis vízgyülemlésekben élnek.

## Szaporodása
A nőstény petéit egyenként rakja le puha, nyirkos talajra, bomló öreg avarba vagy komposztba.